# Nele Hertling

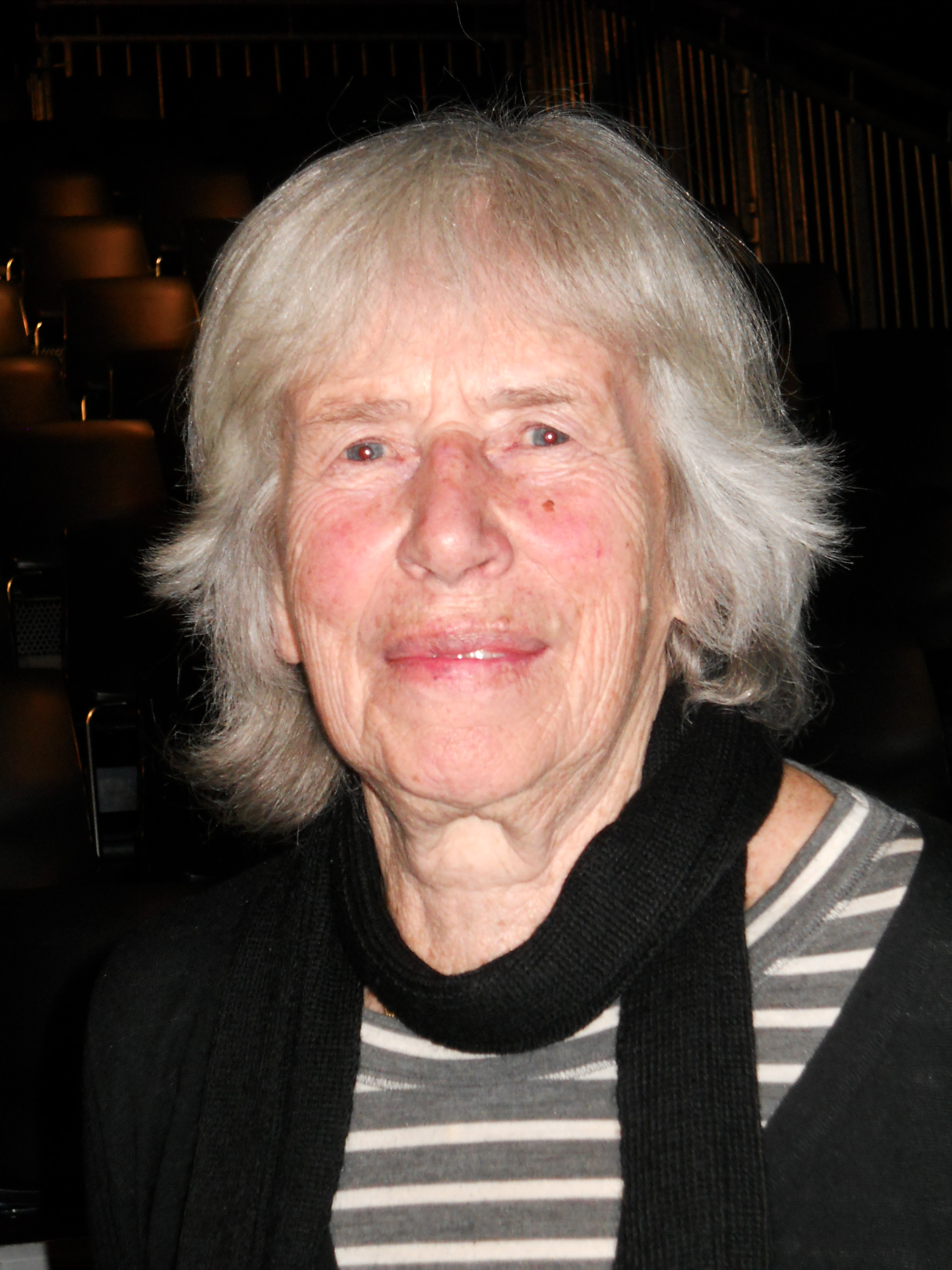
Nele Hertling, 2012 im Frankfurt LAB

Nele Hertling, geborene Schröder (* 23. Februar 1934 in Berlin) ist eine deutsche Theaterdirektorin. Sie gilt als Grande Dame der etablierten deutschen Off-Kultur.

## Leben und Werk
Nele Hertling ist die Tochter des Komponisten Hanning Schröder. Nach ihrem Studium der Germanistik und Theaterwissenschaft an der Philosophischen Fakultät der Humboldt-Universität Berlin, das sie 1958 abschloss, arbeitete sie freischaffend für Rundfunk und Theater.
Nach einem einjährigen Aufenthalt in London, begleitet von ihrem Mann Cornelius Hertling, ging sie ab 1962 als wissenschaftliche Mitarbeiterin an die Akademie der Künste, Abteilungen Musik und Darstellende Kunst. Seit 1974 arbeitete sie zusätzlich als Senatssekretärin. Im Jahr 1987 übernahm sie die Leitung der Werkstatt Berlin zur Erarbeitung des Programms für Berlin – Kulturstadt Europas 1988. Von 1989 bis 2003 war sie Intendantin des Hebbel-Theaters.
Vom Sommer 2003 bis Ende 2006 war Hertling Direktorin des Berliner Künstlerprogramms des DAAD. Sie ist Mitglied und Mitarbeiterin in zahlreichen Gremien und Netzwerken, unter anderem im I.E.T.M. (Informal European Theatre Meeting), "Theorem", Gulliver Clearing House, Amsterdam," seit 1995 ist sie Mitglied im Deutsch-Französischen Kulturrat (Präsidentin seit 2001), im Beirat Darstellende Kunst des Goethe-Instituts und im Stiftungsrat der Kulturstiftung des Bundes. Sie ist Mitbegründerin der Initiative A Soul for Europe und Mitglied in deren Strategiegruppe. Von 2006 bis 2015 war sie Vizepräsidentin der Akademie der Künste in Berlin.
Hertling hat maßgeblich zur Förderung des Tanztheaters in Deutschland beigetragen, insbesondere durch die Einladung international renommierter Künstler wie Merce Cunningham. Durch ihre Arbeit und ihr Engagement hat sie nicht nur die Tanzszene in Berlin, sondern auch international bereichert und verändert. Sie wurde mit dem Theaterpreis 2024 der Stiftung Preußische Seehandlung ausgezeichnet.
Hertling ist Mutter von zwei Töchtern.

## Werkverzeichnis
- Konzepte und Produktion zahlreicher Veranstaltungsreihen, u. a. seit 1970 die Reihe "Pantomime-Musik-Tanz-Theater" (gemeinsam mit Dirk Scheper), seit 1972 unterschiedliche kunstdidaktische Programme.
- 1988 Gründung des Festivals "Tanz im August", von 1999 bis 2003 "Internationales Tanzfest Berlin – Tanz im August"
- 1999 gemeinsam mit Thomas Langhoff verantwortlich für Konzeption und Programm des Festivals "Theater der Welt".

## Auszeichnungen und Preise
- 1978: Deutscher Kritikerpreis für den Bereich Tanz zusammen mit Dirk Scheper
- 1993: "Chevalier de l’Ordre des Arts et des Lettres"
- 1995: Verdienstorden des Landes Berlin
- 1999: Bundesverdienstkreuz
- 2001: Chevalier de la Légion d’honneur
- 2004: Caroline-Neuber-Preis der Stadt Leipzig
- 2004: ITI-Preis zum Welttheatertag des Internationalen Theaterinstituts
- 2013: Verdienstkreuz 1. Klasse der Bundesrepublik Deutschland
- 2014: Ernst-Reuter-Plakette
- 2014: "Officier de l’Ordre des Arts et des Lettres"
- 2018: Deutscher Tanzpreis
- 2024: Theaterpreis Berlin
- 2024: Faustverleihung 2024: Preis für ein Lebenswerk[4]